# Kang Dong-yun
Kang Dong-yun (강동윤?; [kaŋ to̞ŋ jun]; 23 gennaio 1989) è un goista sudcoreano, 9-dan professionista.

## Biografia
Divenne professionista nel 2002, venendo promosso 2 dan nel 2003, 3 dan nel 2004, 4 dan nel 2005 e 5 dan nel 2006; nel 2007 vinse la Etland Cup contro Lee Chang-ho, ottenendo la promozione a 7 dan, mentre la vittoria negli World Mind Sports Games gli garantì la promozione a 9 dan nel 2008.
Nel 2008 ha vinto il Chunwon contro Lee Se-dol.
Nel 2009 ha vinto la Fujitsu Cup contro il connazionale Lee Chang-ho. Ha anche ottenuto 5 vittorie consecutive nella Nongshim Cup, contribuendo alla vittoria della squadra sudcoreana.
Nel 2013 ha vinto il Siptan contro Park Yeong-hun.
Nel 2016 ha vinto la Coppa LG sconfiggendo il connazionale Park Yeong-hun.
Nel 2022 ha ottenuto 4 vittorie consecutive nella Nongshim Cup, contribuendo alla vittoria della squadra sudcoreana. Ha anche vinto la prima edizione della Coppa YK Gyeonggi, sconfiggendo

## Albo d'oro
| Nazionali               | Nazionali | Nazionali      |
| Titolo                  | Vittorie  | Secondi posti  |
| ----------------------- | --------- | -------------- |
| Myungin                 |           | 1 (2008)       |
| Chunwon                 | 1 (2008)  | 1 (2007)       |
| KBS Cup                 |           | 1 (2009)       |
| Maxim Cup               |           | 1 (2010)       |
| Olleh KT Cup            |           | 1 (2010)       |
| Etland Cup              | 1 (2007)  |                |
| SK Gas Cup              | 1 (2005)  |                |
| Siptan                  | 1 (2013)  | 1 (2012)       |
| Ryongsang               |           | 2 (2018, 2022) |
| Coppa YK Gyeonggi       | 1 (2022)  |                |
| Totale                  | 5         | 8              |
| Continentale            |           |                |
| Titolo                  | Vittorie  | Secondi posti  |
| Tengen Cina-Corea       |           | 1 (2009)       |
| Giochi Asiatici         | 1 (2010)  |                |
| Totale                  | 1         | 1              |
| Internazionale          |           |                |
| Titolo                  | Vittorie  | Secondi posti  |
| LG Cup                  | 1 (2016)  |                |
| Coppa Fujitsu           | 1 (2009)  |                |
| World Mind Sports Games | 1 (2008)  |                |
| Totale                  | 3         | 0              |
| Carriera totale         |           |                |
| Totale                  | 9         | 9              |